# Клиситира
Клиситира или Клеиситира је у грчкој митологији била критска принцеза.

## Етимологија
Њено име има значење „брава на вратима“.

## Митологија
Према Аполодору, Клиситира је била кћерка Идоменеја и Меде. Љубавник њене мајке, Леук, преотео је власт над Критом, док се њен отац борио у тројанском рату, а њену мајку и њу избацио из двора. Обе их је убио у храму где су затражиле уточиште.